# Melanie Doane
Melanie Doane (* 19. Dezember 1967 in Halifax) ist eine kanadische Singer-Songwriterin.

## Leben und Wirken
Doane, Tochter des Musiklehrers J. Chalmers Doane und Schwester des Schlagzeugers Creighton Doane, erlernte in ihrer Kindheit mehrere Instrumente, darunter Ukulele, Klavier, Kontrabass, Violine und Mandoline. 1995 veröffentlichte sie ihre erste Single mit dem Titel Melanie. Sie erweckte Interesse beim Label Sony Music, wo im Folgejahr ihr Debütalbum Shakespearean Fish erschien. Breiten Erfolg hatte sie mit ihrem zweiten Album Adam’s Rib (1998). Sie erhielt hierfür den Juno Award als Best New Artist und den Canadian Radio Award als Most Charted Rock Artist und hatte mehr als 200 Auftritte in Kanada. Nach Melvin Live (2001) erschien 2003 ihr Studioalbum You Are What You Love. Ihre jüngsten Alben sind A Thousand Nights (2008) und The Emerald City (2011). Sie engagiert sich mit ihrem Programm Uschool für extracurricularen Musikunterricht an kanadischen Grundschulen; als Schulinstrument wird dabei die Ukulele benutzt.